# Bee Train
BEE TRAIN Production Inc. (ビィートレイン株式会社, Bītorein Kabushiki gaisha), est un studio de séries d'animation japonaises fondé le 5 juin 1997 par Kōichi Mashimo.
Filiale de Production I.G jusqu'en 2006, Bee Train a produit de nombreuses séries comme la trilogie des girls with guns (Noir, Madlax et El cazador), les séries liées à la franchise .hack et l'adaptation animée de Tsubasa Chronicle de Clamp.

## Histoire
En 1997, Kōichi Mashimo, ancien employé de Tatsunoko, créa Bee Train en tant que filiale de Production I.G.
Lors de la création de Bee Train, Mashimo voulait que le studio devienne un "Hôpital pour animateur", c'est-à-dire un studio davantage axé sur la découverte de nouveaux talents et sur la qualité artistique de ses productions plutôt que sur une stratégie d'entreprise de rentabilité. Cette idée serait venue à Mashimo lors d'un séjour à l'hôpital à la suite d'un accident de ski.
Les premiers projets du studio furent principalement des adaptations de jeux vidéo populaires au Japon comme PoPoLoCrois, Wild Arms, Arc the Lad, et Medabots.
Quelques années plus tard, Bandai s'associa avec Bee Train pour produire une série animée afin de promouvoir les jeux vidéo .hack. Cette association aboutit à la création de la série .hack//Sign, diffusée sur TV Tokyo en 2002 ainsi qu'a la production de 4 OAV, .hack//Liminality, ajoutés en tant que bonus dans les 4 jeux originaux de la franchise. En 2006, Bee Train produisit .hack//Roots, une préquel aux jeux .hack//G.U..
Le premier projet indépendant de Bee Train fut Noir. Diffusé en 2001, cette série est le premier opus de la trilogie des "girls-with-guns" et connut un fort succès au Japon mais également en Occident. Le deuxième opus de la trilogie, Madlax, fut produit en 2004 et le troisième, El cazador de la bruja, en 2007.
Depuis 1997, le quartier général du studio est situé à Kokubunji près de Tokyo, mais en 2001, il déménagea dans un autre quartier de la ville. Le studio possède également deux annexes : l'une à Karuizawa, près de Nagano créée en 2004 et l'autre à Musashino, près de Tokyo, en 2006. Entre 2009 et 2010, le siège déménage à Kichijōji, un quartier de Musashino.

## Style
Mashimo et ses collègues se mettaient parfois en état d'ébriété afin de trouver de nouvelles idées. Par exemple, selon lui, c'est comme cela que lui serait venu l'idée de la connexion surnaturelle entre les deux héroïnes de Madlax
Une autre caractéristique de Bee Train est d'utiliser les mêmes seiyū d'une série à l'autre pour des personnages aux personnalités semblables. On peut citer par exemple Hōko Kuwashima, qui fait la voix de Kirika Yuumura dans Noir et de Margaret Burton dans Madlax, Aya Hisakawa qui fait la voix de Chloé dans Noir, de Limelda Jorg dans Madlax et Jodie Hayward dans El Cazador, ou encore Kaori Nazuka qui fait Subaru dans .hack//Sign et Shino dans .hack//Roots).
Le studio a également beaucoup collaboré avec la compositrice Yuki Kajiura depuis la série Noir ainsi qu'avec le duo Ali Project.

## Production
Source

### Séries TV
- PoPoLoCrois (en) (avec Production I.G) (26 épisodes) (oct 1998 - mars 1999)
- Arc the Lad (26 épisodes) (avril 1999 - septembre 1999)
- Medabots (52 épisodes) (juillet 1999 - juin 2000)
- Wild Arms: Twilight Venom (en) (22 épisodes) (oct 1999 - mars 2000)
- Noir (26 épisodes) (avril 2001 - septembre 2001)
- Capitain Kuppa (en) (26 épisodes) (août 2001 - février 2002)
- .hack//SIGN (26 épisodes) (avril 2002 - septembre 2002)
- .hack//Legend of the Twilight (12 épisodes) (janvier 2003 - mars 2003)
- Avenger (13 épisodes) (oct 2003 - décembre 2003)
- Madlax (26 épisodes) (avril 2004 - septembre 2004)
- Gin'yu Mokushiroku Meine Liebe (13 épisodes) (novembre 2004 - février 2005)
- Tsubasa Chronicle (26 épisodes) (avril 2005 - oct 2005)
- Gin'yu Mokurshiroku Meine Liebe wieder (13 épisodes) (janvier 2006 - avril 2006)
- Tsubasa Chronicle Saison 2 (26 épisodes) (avril 2006 - novembre 2006)
- .hack//Roots (26 épisodes) (avril 2006 - septembre 2006)
- Spider Riders (52 épisodes) (avril 2006 - mars 2007)
- El Cazador (26 épisodes) (avril 2007 - septembre 2007)
- L'Habitant de l'infini (13 épisodes) (juillet 2008 - décembre 2008)
- Phantom: Requiem for the Phantom (26 épisodes) (avril 2009 - septembre 2009)
- Shinrei Tantei Yakumo (en) (13 épisodes) (oct 2010 - décembre 2010)
- Hyōge mono (39 épisodes) (avril 2011 - janvier 2012)

### OAV
- .hack//Liminality (4 OAV) (juin 2002 - avril 2003)
- Murder Princess (6 OAV) (mars 2007 - août 2007)
- Halo Legends (section Homecoming seulement, avec Production I.G.)
- Batman: Gotham Knight (1 OAV en 6 partie dont 1 par le studio) (2008)